# Zvi Berenson
Pour les articles homonymes, voir Berenson.
Zvi Berenson (en hébreu : צבי ברנזון) était un juge et un homme politique israélien.

## Biographie
Juge, il a été membre de la cour suprême.
En 1948, il rédige la première version de la Déclaration d'indépendance de l'État d'Israël.